# جام خیریه انگلستان ۱۹۶۴
 جام خیریه انگلستان ۱۹۶۴ ، ۴۲امین رقابت سالانه مابین قهرمانان لیگ دسته اول فوتبال انگلستان و جام حذفی فوتبال انگلستان است.
این مسابقه در تاریخ ۱۵ آگوست ۱۹۶۴ مابین تیم‌های لیورپول و وستهام در ورزشگاه آنفیلد لیورپول برگزار شده است.
این مسابقه با نتیجه دو بر دو مساوی به پایان رسیده است.

## جزئیات مسابقه
| لیورپول                | ۲ – ۲ | وستهام               |
| ---------------------- | ----- | -------------------- |
| والاسه ۲۸' · بایرن ۴۹' |       | بایرن ۴۱' · هرست ۸۴' |